# 2027年7月18日月食
2027年7月18日月食为一次將在协调世界时2027年7月18日出現的半影月食。該次月食半影食分為0.028、全影食分為-1.063。一些模型預測在2027年7月18日，月球可能從地影的南側半影的邊緣掠過，且目視無法察覺其月蝕情況。

## 概述
這次月食的食分是19.88。

## 基本參數
- 類型：半影月食
- 食甚資料：
  - 日期：2027年7月18日
  - 時間：16:03
  - 月球位置：赤經19.88度、赤緯-22.3度
  - 食分：半影食分：0.028、全影食分：-1.063

## 外部連結
- NASA月食專頁（页面存档备份，存于）（英文）